# 蘇科 (俄羅斯)

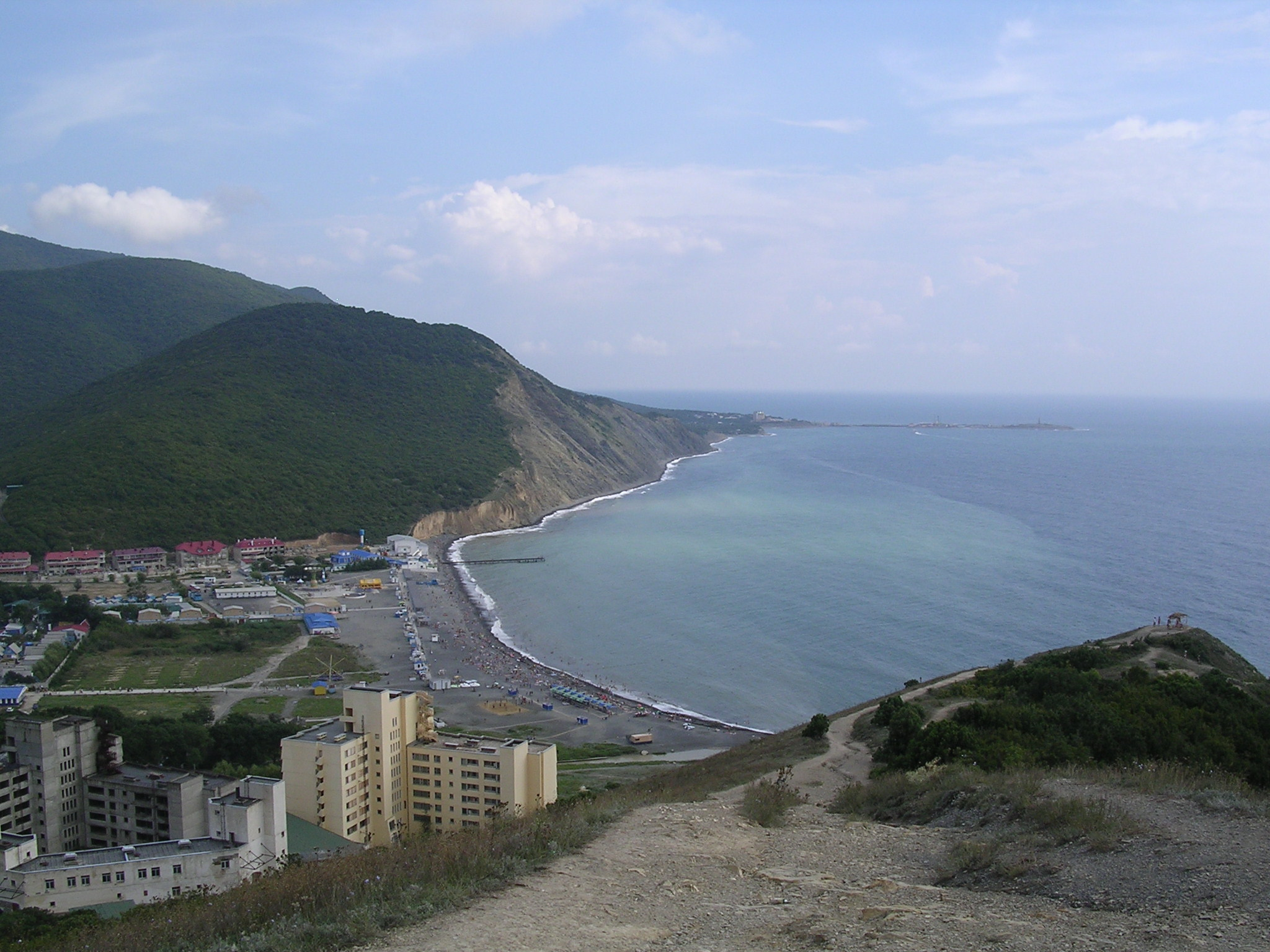
苏科

苏科（俄语：Сукко）是俄罗斯克拉斯诺达尔边疆区阿納帕區的一个农村，位于黑海之滨的阿纳帕以南13公里，是一个度假胜地。人口3,156（根據2010年俄羅斯人口普查）。